# Туимский провал

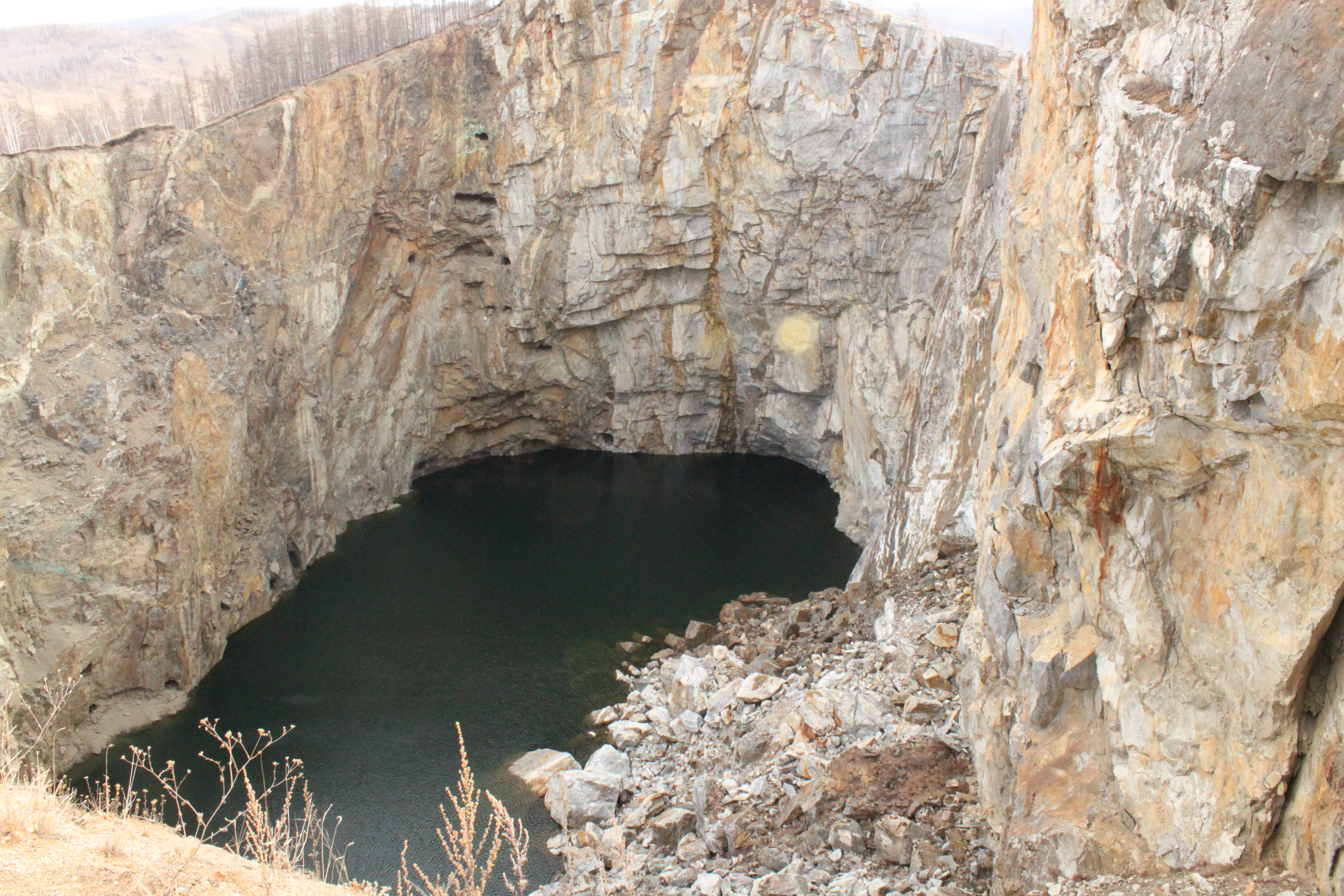
Туимский провал ноябрь 2010

Туимский провал — техногенный провал на месте закрытого в 1974 году подземного рудника недалеко от посёлка Туим (Хакасия). Изначально отрабатывались вольфрамовые руды (Киялых-Узеньское месторождение), позже были выявлены медно-молибденовые руды. Месторождение отрабатывалось подземным способом. В результате взрывных работ кровля рудника проседала и позже обрушилась, образовав техногенную депрессию. Руду вывозили вагонетками наружу, а затем отправляли на обогатительную фабрику, расположенную на окраине посёлка Туим. Вырабатывали вольфрам, медь, молибден.
После консервации рудника на вершине горы в результате обвала подземных горных выработок образовалась впадина диаметром 6 м, которая постоянно расширялась. На дне образовалось озеро с водой, окрашенной в ярко-голубой цвет (ранее полагалось, что такой цвет озеро имеет из-за высокого содержания в нём солей меди, что не подтвердили лабораторные исследования). В настоящее время его диаметр достигает 200 м. Борта совершенно отвесные. В них кое-где видны горные выработки штреки, орты и др. высотой около 2 м с торчащими рельсами для вагонеток. Стены провала ненадёжны и часто осыпаются. От вершины горы до уровня воды 127 м. Глубина водоёма, образовавшегося на дне провала, 200 м. У основания сопки можно увидеть остатки советского трудового лагеря. Оттуда руду перевозили на фабрику в посёлке Туим.
Оборудована смотровая площадка и частично ограждение по периметру. Туимский провал посещается туристами и любителями экстремального спорта: бейсджампинг, банджи-джампинг, дайвинг, роуп-джампинг. За вход взимаются деньги. Также за отдельную плату можно попасть на дно провала — либо спуститься с вершины по специально оборудованной лестнице, либо пройти по тоннелю, использовавшемуся во время работы рудника для проезда вагонеток. Тоннель в настоящее время затоплен, для прохода по нему выдают болотные сапоги.
В 1996 году Юрий Сенкевич снял о Провале сюжет для популярной телепрограммы Клуб путешественников, а позднее это место стало фоном для съёмок эпизода телеигры «Фактор страха».
Туимский провал является местом притяжения любителей экстремального отдыха, из-за чего здесь нередко случаются происшествия, например, 12 июля 2019 года во время погружения в озеро провала погиб руководитель клуба аквалангистов «Наяда» ТУСУРа из Томска Михаил Журавлёв.

## Галерея

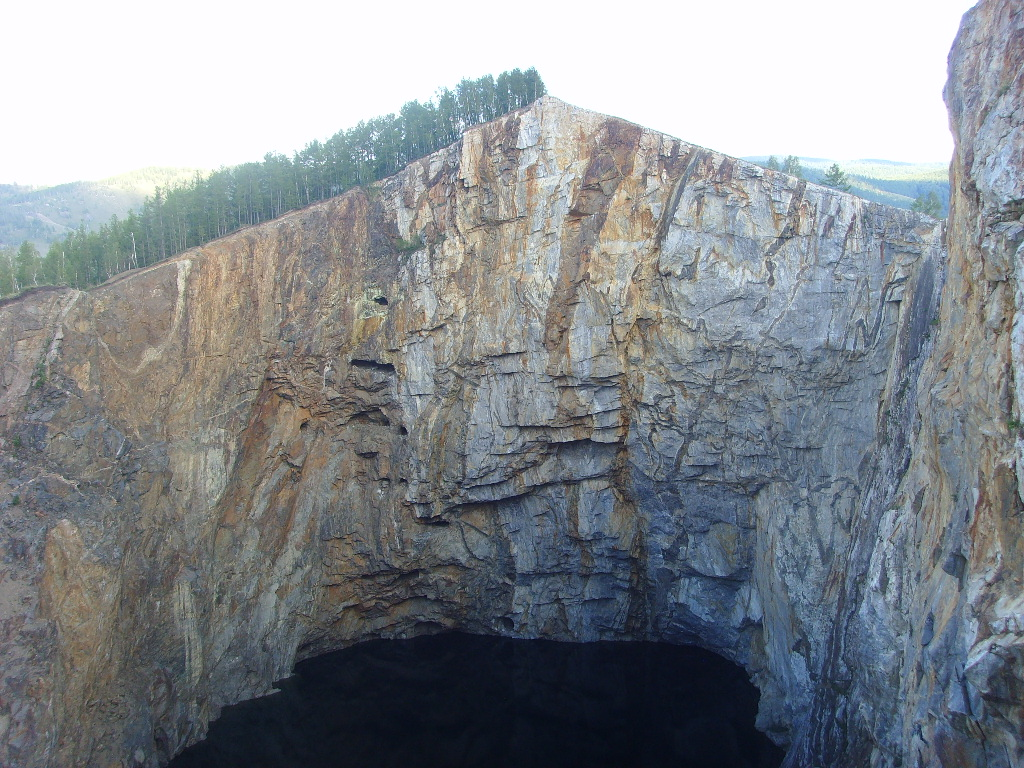
Туимский провал
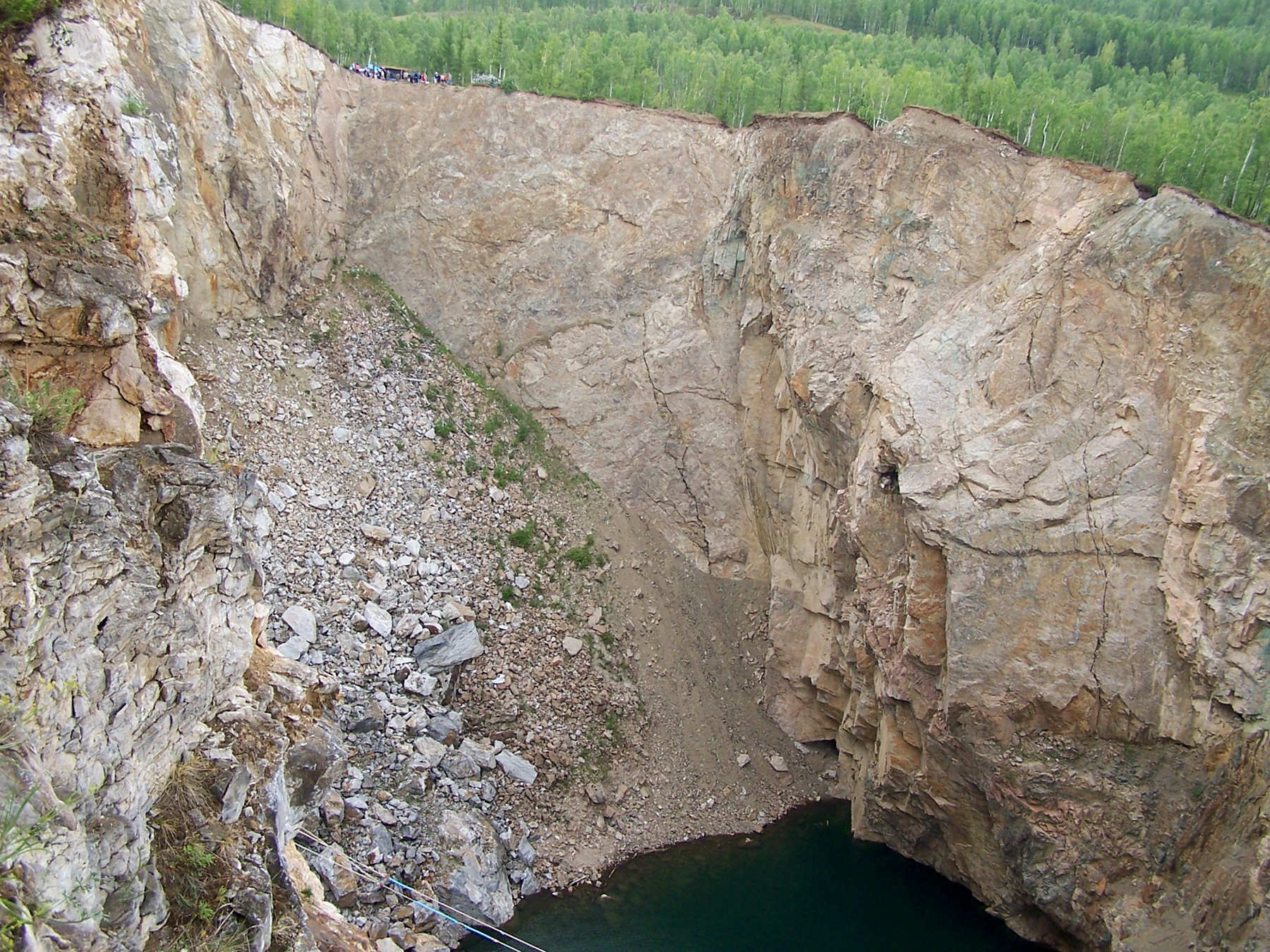
Северо-западная сторона
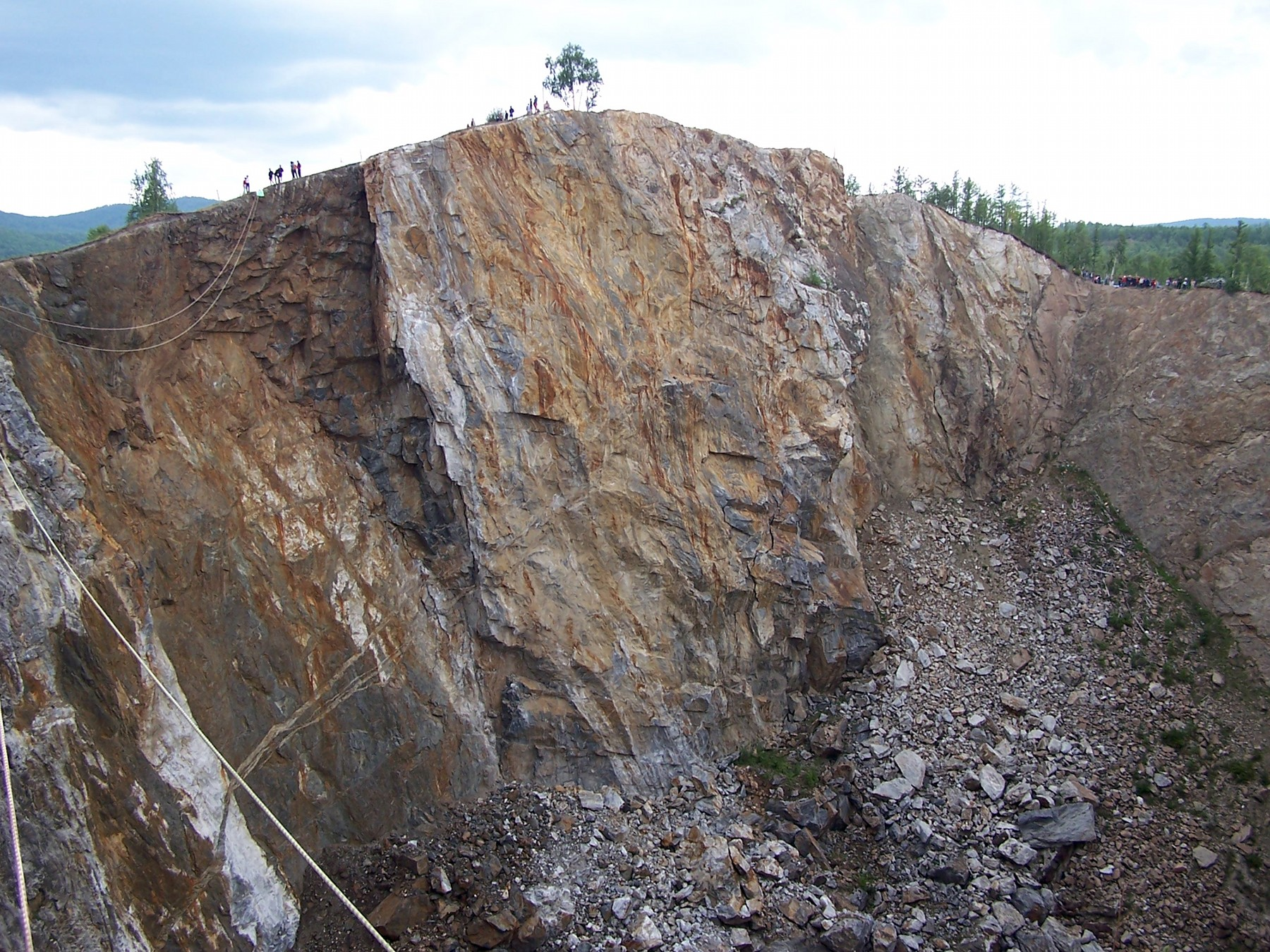
Западная скала
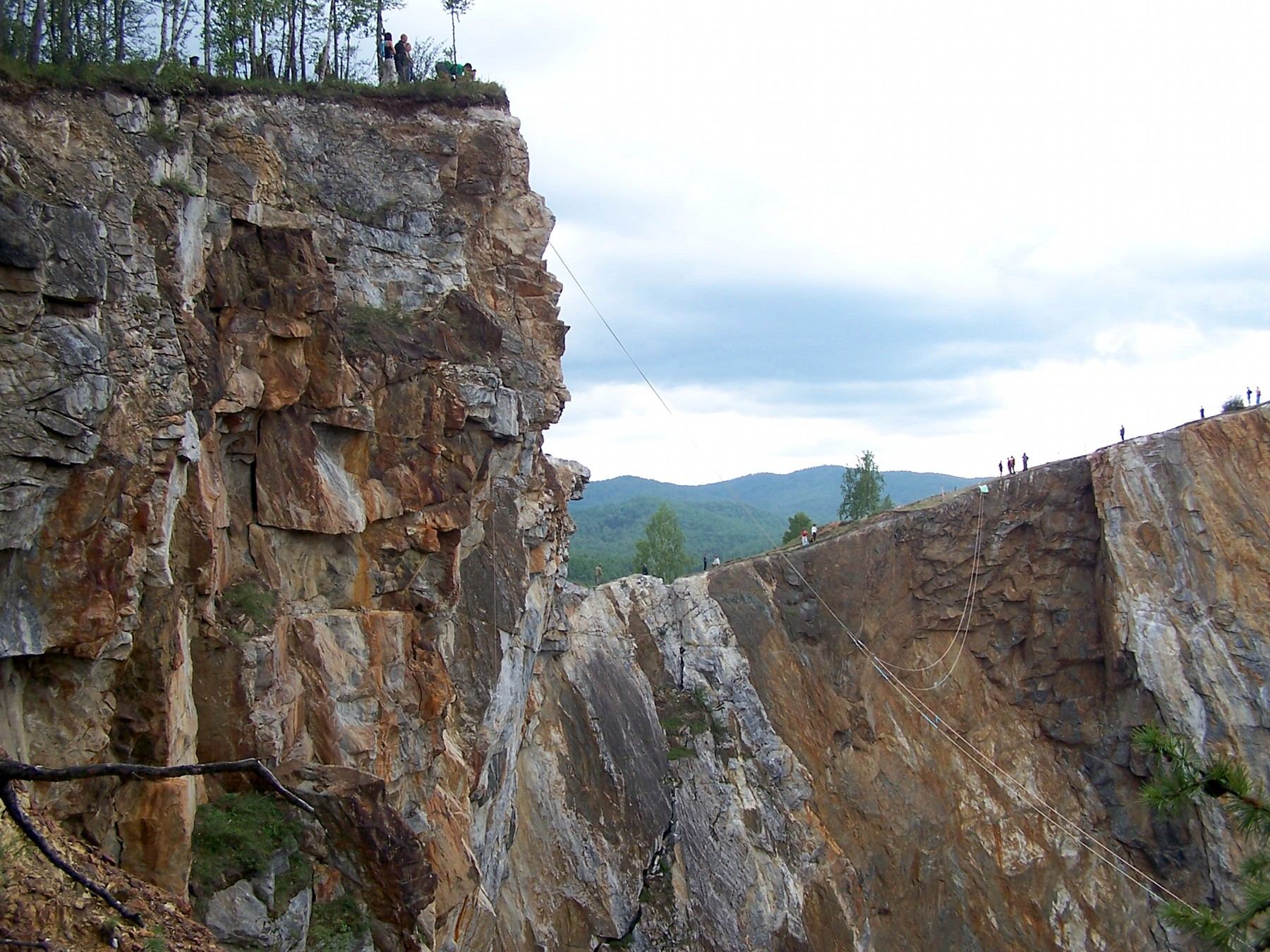
Юго-восточная скала
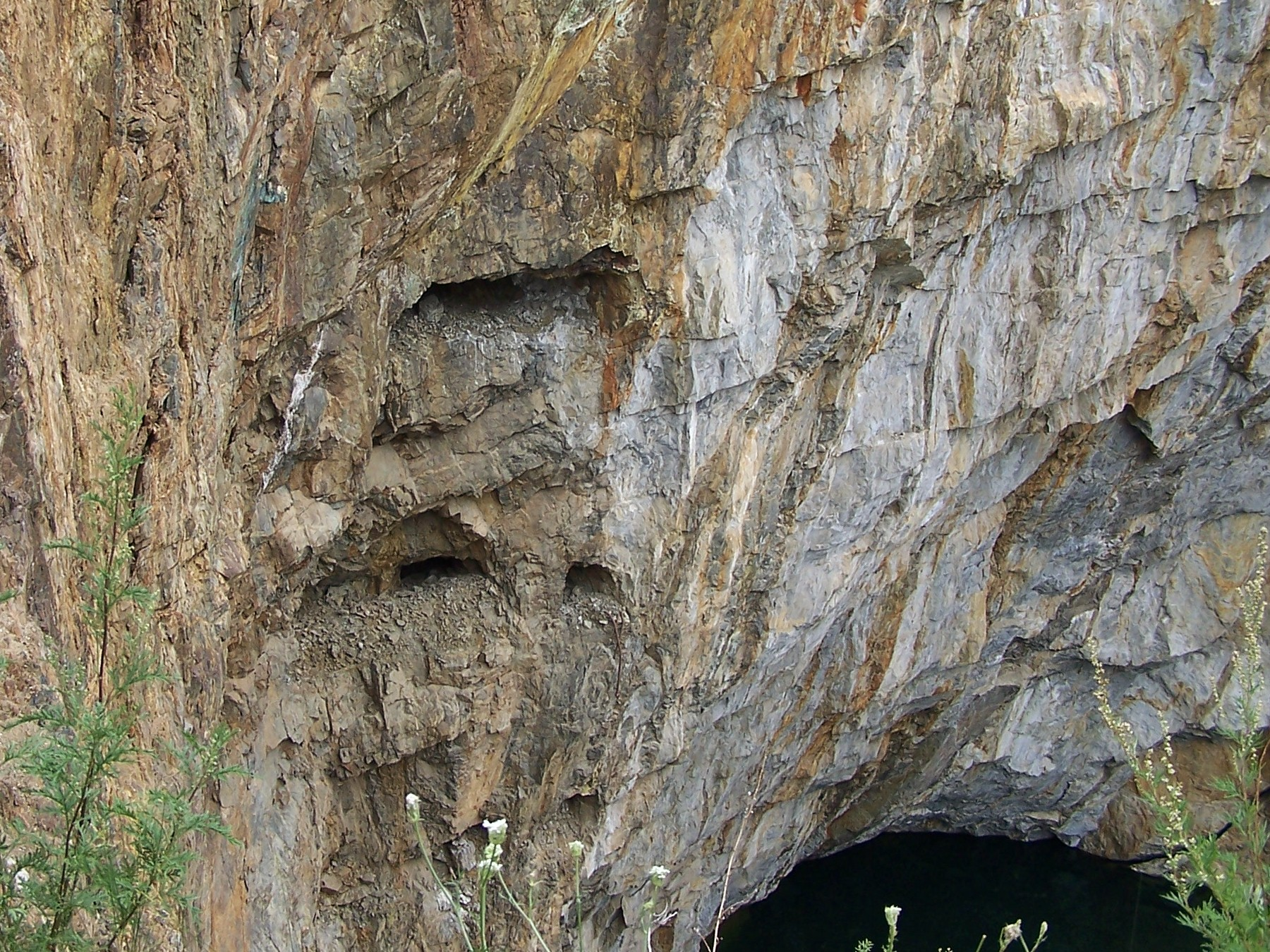
Штреки в стене
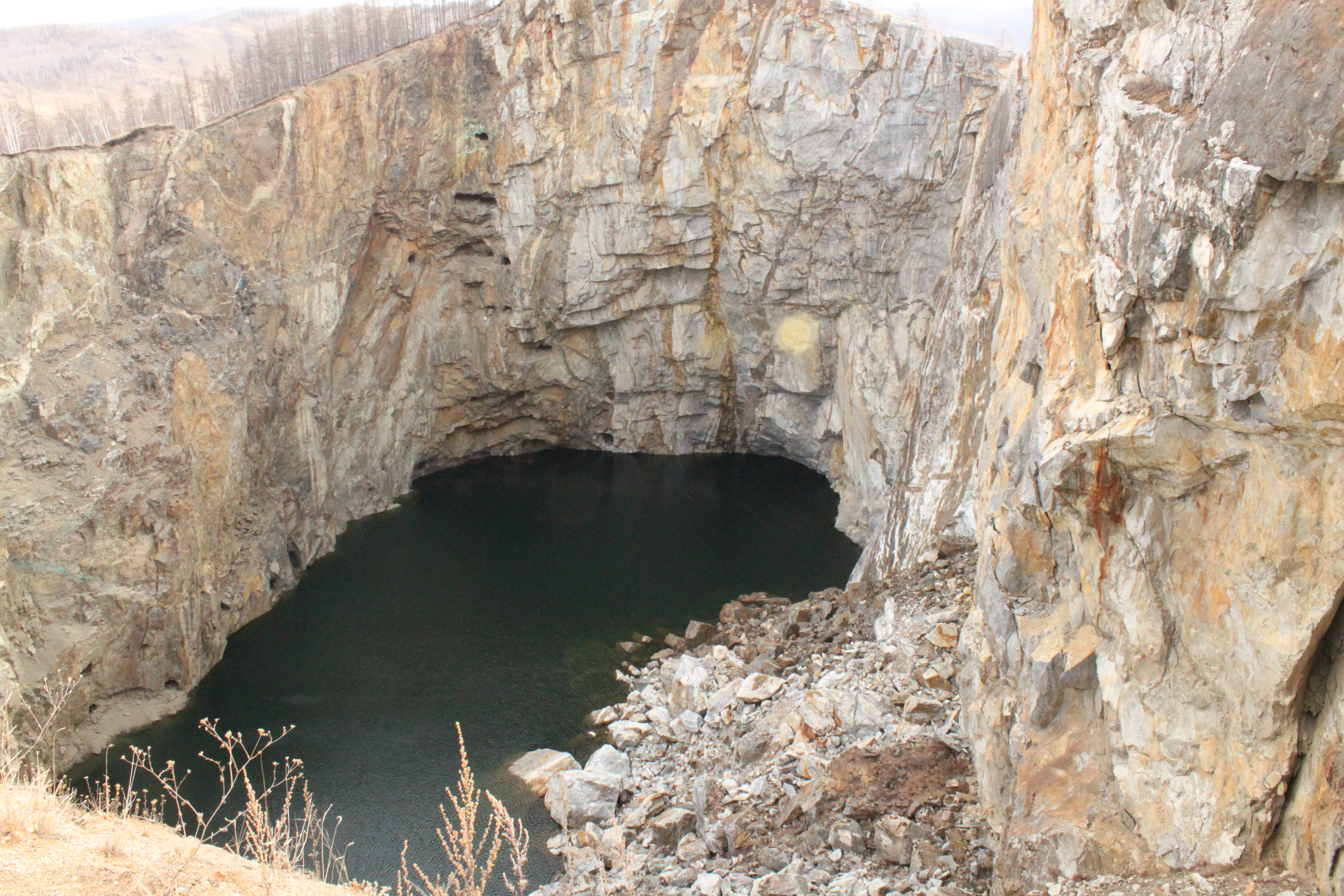
Туимский провал после обвала в ноябре 2010 г.